# Dasiops congoensis
Dasiops congoensis är en tvåvingeart som beskrevs av Mcalpine 1964. Dasiops congoensis ingår i släktet Dasiops och familjen stjärtflugor.
Artens utbredningsområde är Kongo. Inga underarter finns listade i Catalogue of Life.